# Fortress Hill
Der Fortress Hill (englisch für Festungshügel) ist ein 120 m hoher Hügel auf der westantarktischen James-Ross-Insel. Er ragt 3 km nördlich des Terrapin Hill im Norden der Insel auf.
Der Falkland Islands Dependencies Survey kartierte ihn 1946 und gab ihm seinen deskriptiven Namen.